# Diego Melillo
Diego Raúl Melillo Arce, (Buenos Aires, el 18 de enero de 1975)exfutbolista Argentino su posición era mediocampista y su último club fue los Tiburones Rojos de Veracruz equipo con el que fue campeón de ascenso en el 2002 y al que regreso después de 7 años de ausencia. aires

## Palmarés
- Campeón con los Tiburones Rojos de Veracruz en Primera División "A" logrando el ascenso en el año 2001.

## Trayectoria profesional
- El Porvenir (Argentina) (1996-1997).
- Huracanes de Matamoros 2.ª Div Mex(1997-1998)
- Aguascalientes (1998)
- Real San Luis (1999-2000).
- Tiburones Rojos de Veracruz (2000-2002).
- Orizaba (2002).
- Oaxaca (2003).
- Correcaminos (2003).
- Chapulineros (2004).
- Zacatepec (2004).
- Lagartos de Tabasco (2005).
- Alacranes de Durango (2006).
- Real Cartagena (Colombia) (2007).
- Tiburones Rojos de Veracruz (Clausura 2009).

- Datos: Q5806383